# طوطی‌ماهی عینکی
طوطی‌ماهی عینکی (نام علمی: Scarus frenatus) نام یک گونه از تیره طوطی‌ماهیان است که طولش حداکثر به ۴۷سانتی‌متر می‌رسد و زیستگاهش ناحیهٔ هند-آرام از دریای سرخ تا جزایر لاین و جزیره دوسی، و همچنین از جنوب ژاپن تا جنوبی‌ترین نقطهٔ خلیج کوسه در استرالیای غربی، جزیره لرد هاوو، راپا آیتی و پلی‌نزی فرانسه است. این ماهی در هاوایی یافت نمی‌شود.